# Kateřina Rusinová
Kateřina Rusinová (rozená Urbancová, * 9. listopadu 1975 Praha) je česká lékařka specializací anestezioložka, intenzivistka a paliatr, docentka na Univerzitě Karlově a herečka známá z dětských filmových rolí. V roce 2021 se stala přednostkou Kliniky paliativní medicíny 1. LF UK a VFN, první takto zaměřené kliniky v Česku.

## Osobní život
Ve filmu se poprvé objevila v komedii Jaromila Jireše Katapult z roku 1983. Výraznější postavy hrála ve snímku Monika a hříbě s hvězdičkou (1985), či pohádkách Berenika (1989) a Pavouk se smaragdovýma očima (1989).
V roce 1995 ukončila francouzsky zaměřenou třídu na Gymnáziu Jana Nerudy v Praze. Poté díky individuálnímu plánu vystudovala souběžně činoherní herectví na Divadelní fakultě AMU (1996–2003) a všeobecné lékařství s preventivním zaměřením na 3. lékařské fakultě UK v Praze (1995–2001, ukončila s vyznamenáním). Specializuje se v oboru anesteziologie a resuscitace, v němž získala roku 2004 atestaci I. stupně.
V letech 2001–2003 působila na Klinice anesteziologie, resuscitace a intenzivní medicíny FN Hradec Králové, poté v Ústřední vojenské nemocnici v Praze (2004), Fakultní nemocnici Královské Vinohrady a následně pracovala na Klinice anesteziologie a resuscitace 1. LF UK a VFN v Praze. Doktorské studium bioetiky na 1. LF UK ukončila v dubnu 2015 obhajobou disertační práce „Pravidlo mrtvého dárce a jeho význam v současné etice transplantací“ (Ph.D.). Centrum podpůrné a paliativní péče VFN, které spoluzaložila, se v lednu 2021 transformovalo na samostatnou Kliniku paliativní medicíny, jíž se stala přednostkou. Jedná se o první takto specializovanou kliniku v Česku. V únoru 2022 byla jmenována docentkou pro obor anesteziologie a resuscitace, když podstoupila habilitační řízení na 1. LF UK, s habilitační přednáškou „Etika a komunikace v intenzivní medicíně“.
V roce 2001 se stala členkou předsednictva Asociace českých frankofonních lékařů. Jako stipendistka Asociace Le Pont Neuf pracovala v 6. ročníku studia šest týdnů na oddělení urgentního příjmu pařížské nemocnice Salpêtrière a poté již jako lékařka 6 měsíců na oddělení interní resuscitační péče v nemocnici Saint Louis v Paříži. Absolvovoala také pobyt na pracovišti paliativní medicíny Cambia Palliative Care Centre of Excellence na Washingtonské univerzitě v Seattlu.
Přechodně hrála divadlo, např. vystupovala v představení Violy o Karlu Svolinském.